# Razak Brimah
Razak Brimah (Acra, Ghana, 22 de junio de 1987) es un futbolista ghanés que juega de portero en el Club Deportivo Estepona Fútbol Senior de la Segunda Federación.

## Trayectoria
Llegó al Polideportivo Ejido, que militaba en Segunda B, esta vez para jugar en el primer equipo. A lo largo de su estancia en el club, es el portero titular, excepto en su última temporada, en la que a lo largo de dos meses, no jugó debido a una lesión.
En el verano de 2009 llegó al filial del Real Betis en calidad de cedido durante dos temporadas y con una opción de compra por parte del club bético. En su segunda temporada cedido, alterna su estancia en el filial verdiblanco con el primer equipo por decisión del técnico Pepe Mel. El Betis decide no tomar la opción de compra.
Tras su vuelta de estar cedido en el Betis, en la temporada 2011-12 ficha por el Club Deportivo Tenerife, aunque es el portero suplente. En su primera y única temporada solo llega a disputar 4 encuentros como titular, por decisión del entrenador. A principios de diciembre de 2012 anuncia su marcha del club.
El 5 de diciembre de 2012 se anuncia su fichaje por el Club Deportivo Guadalajara, de la Segunda División española, para ser el portero titular. Tras el descenso administrativo del club, rescinde de su contrato al final de temporada.
Para la siguiente temporada ficha por el Córdoba C. F. para ser el portero titular del Córdoba C. F. "B". Consigue unos buenos resultados llegando a mantener al filial blanquiverde en la Segunda División B. Tras el ascenso del primer equipo a la Primera División, la compra del portero Antonio Sillero para el filial, Razak rescinde su contrato.
En el verano de 2014 rescinde su contrato con el Córdoba quedando libre para fichar por el Club Deportivo Mirandés. Tras una buena temporada con muy buenas intervenciones, se convierte en uno de los mejores porteros de Segunda.
El 29 de julio de 2015 se anuncia su vuelta al Córdoba Club de Fútbol.
En verano de 2017 puso rumbo a Sudáfrica para fichar por el Mamelodi Sundowns F. C. de la primera división sudafricana.
El 25 de julio de 2019 el Linares Deportivo hizo oficial su fichaje, volviendo así a un club español tras su marcha del Córdoba C. F.
El 1 de septiembre de 2021 el Real Jaén C. F. anunció su fichaje a falta de la firma del contrato, algo que el propio jugador desmintió. En noviembre acabó regresando al Linares Deportivo firmando hasta final de temporada.
El 29 de agosto de 2022 firmó por el Club Deportivo Estepona Fútbol Senior que competía en la Segunda Federación.

## Clubes
| Club                     | País      | Año       |
| ------------------------ | --------- | --------- |
| G. D. Chaves             | Portugal  | 2007      |
| União de Madeira         | Portugal  | 2007-2008 |
| Club Polideportivo Ejido | España    | 2008-2009 |
| Real Betis Balompié "B"  | España    | 2009-2011 |
| C. D. Tenerife           | España    | 2011-2012 |
| C. D. Guadalajara        | España    | 2012-2013 |
| Córdoba C. F. "B"        | España    | 2013-2014 |
| C. D. Mirandés           | España    | 2014-2015 |
| Córdoba C. F.            | España    | 2015-2017 |
| Mamelodi Sundowns F. C.  | Sudáfrica | 2017-2019 |
| Linares Deportivo        | España    | 2019-2022 |
| C. D. Estepona F. S.     | España    | 2022-     |